# Nauris Miezis
Nauris Miezis (Riga, 31 de marzo de 1991) es un deportista letón que compite en baloncesto en la modalidad de 3×3.
Participó en los Juegos Olímpicos de Tokio 2020, obteniendo una medalla de oro en el torneo masculino.
Fue el abanderado de Letonia en la ceremonia de apertura de los Juegos Olímpicos de París 2024 junto con la voleibolista Tīna Graudiņa.

## Palmarés internacional
| Juegos Olímpicos | Juegos Olímpicos | Juegos Olímpicos | Juegos Olímpicos |
| Año              | Lugar            | Medalla          | Competición      |
| ---------------- | ---------------- | ---------------- | ---------------- |
| 2020             | Tokio (Japón)    | Medalla de oro   | Torneo masculino |